# Вуоримаа, Арттури
Арттури Вильхо Вуоримаа (фин. Artturi Vilho Vuorimaa; 8 августа 1890, Хельсинки — 28 октября 1972, Хельсинки) — финский журналист и ультраправый политик. Участник гражданской войны на стороне белых, активист Движения Лапуа. Возглавлял оперативное командование повстанцев во время мятежа в Мянтсяля, был автором повстанческой декларации. Впоследствии — национал-социалист. Автор ряда публицистических работ и исторических мемуаров.

## Белый радикал
Среднюю школу окончил в Оулу. Носил фамилию Бломберг и имя Вильгельм Артур. В 33-летнем возрасте сменил шведские имя и фамилию на финские — Арттури Вуоримаа.
С юности придерживался национал-патриотических и антикоммунистических взглядов. Участвовал в гражданской войне на белой стороне. В апреле 1918 получил лейтенантское звание в Охранном корпусе. Впоследствии был повышен до капитана Сил обороны Финляндии.
После войны Арттури Вуоримаа занимался журналистикой, специализировался на экономических вопросах. Работал в журнале Hakkapeliitta, издававшемся при участии Охранного корпуса. Выступал с жёстких антимарксистских позиций. Состоял в руководстве праворадикального Союза фронтовиков, финансистом которого являлся промышленник-корпоративист Рафаэль Хаарла.

## Журналист-боевик

### Лапуаский оперативник
В конце 1929 года Арттури Вуоримаа вступил в Движение Лапуа — правопопулистскую организацию радикальных антикоммунистов. Организовывал ультраправую пропаганду, опубликовал ряд программных текстов и художественно-публицистических работ. Подчёркивал персональную значимость лидера Лапуаского движения Вихтори Косолы.
Арттури Вуоримаа тяготел к методам прямого действия и политического насилия. Вместе с Кости-Пааво Ээролайненом Вуоримаа возглавлял лапуаскую оперативно-боевую группировку. Под руководством Вуоримаа и Ээролайнена ультраправые лапуаские боевики совершили ряд нападений и похищений коммунистов и социалистов. Группой Вуоримаа и Ээролайнена были, в частности, похищены, подвергнуты унижениям и избиениям депутаты парламента Ассер Сало, Эйно Пеккала, Яльмари Рёткё. Эти действия привели к аресту главарей. Однако под давлением Лапуаского движения Вуоримаа и Ээролайнен были вскоре освобождены.

### Повстанческий вожак
27 февраля 1932 Лапуаское движение подняло вооружённый антиправительственный мятеж в Мянтсяля. Арттури Вуоримаа взял на себя оперативное руководство и формулирование повстанческой программы. Написанная им декларация требовала искоренения «красного марксизма», «проклятой марксистской социал-демократии» и устранения правительственных деятелей, «попустительствующих марксизму».
После подавления мятежа Вуоримаа был арестован. Суд определил его как главного вдохновителя и организатора повстанцев. Именно Вуоримаа получил наибольший тюремный срок — 2,5 года.
Освободившись условно-досрочно, Вуоримаа продолжал выступать с ещё более радикальных ультраправых позиций. Однако теперь он ограничивался публикациями и публичными выступлениями, воздерживаясь от акций прямого действия. В начале 1940-х Вуоримаа примкнул к Финской национал-социалистической трудовой организации. Идеология приобрела черты нацизма и расизма. Вуоримаа выступал за тесный альянс с нацистской Германией. Занимался в организации идейно-политической подготовкой молодёжи.

## Послевоенная деятельность
После Второй мировой войны Арттури Вуоримаа отошёл от практической политики. Занимался своими мемуарами, изданными в 1967: Kokenut kaikki tietää… Muistelmiani seitsemältä vuosikymmeneltä — Опытные всё знают. Воспоминания семи десятилетий.
С 1951 Арттури Вуоримаа был секретарём Общества слабослышащих в Хельсинки. Занимался медицинскими и социальными проблемами людей с дефектами слуха. Старался наладить контакты с профсоюзами, но это удавалось с трудом из-за ультраправой политической репутации Вуоримаа.

## Процесс об авторских правах
Арттури Вуоримаа подавал в суд на писателя социал-демократа Арво Сало за его пьесу Lapualaisooppera, в которой довольно одиозно были представлены образы самого Вуоримаа, а также Вихтори Косолы и Хильи Рийпинен (речь шла о похищении Ассера Сало). Кроме того, Вуоримаа посчитал нарушенными свои авторские права, поскольку Сало заимствовал фрагменты из его текста, изданного в 1931.
Суд первой инстанции признал претензии Вуоримаа правомочными и обязал Сало выплатить истцу 2000 марок. Однако Верховный суд изменил вердикт, посчитав, что Сало имел право на свою трактовку фрагментов.

## Семья
Арттури Вуоримаа был женат, имел трёх дочерей и двух сыновей. (Дочь Алли Майре умерла в младенчестве, дочь Ауне Анникки умерла при жизни отца.)
Скончался Арттури Вуоримаа в возрасте 82 лет.